# 須藤兼吉
須藤 兼吉（すどう けんきち、1888年 - 1980年）は、日本の英語学者、東京高等商船学校（現・東京海洋大学）教授、元神奈川大学外国語学部教授。旺文社顧問。J・A・サージェント、J・B・ハリスと共著の『Systematic English & American Conversation系統的英米会話』が有名。

## 経歴
長野県西筑摩郡福島町（現木曽町）に生まれる。1911年（明治44年）、東京外国語学校英語科（現・東京外国語大学）を卒業する。
東京高等商船学校（現・東京海洋大学）を経て、神奈川大学外国語学部教授となる。

## 著書
- 『英文解釈の徹底的研究』 欧文社、1932年
- 『和文英訳の徹底的研究』 欧文社、1933年
- 『高等英作文』 四條書房、1935年
- 『須藤新上級用英作文』全３巻 北星堂、1941年
- 『英文解釈新講』中大出版社、1951年
- 『日米会話必携』J.A.サージェント共著、旺文社、1947年
- 『Systematic English & American Conversation系統的英米会話』J.A. サージェント、J.B. ハリス共著、旺文社。1960年